# Marcos Antônio de Lima
Marcos Antônio de Lima, mais conhecido como Índio (Maracaí, 14 de fevereiro de 1975), é um ex-futebolista brasileiro que atuava como zagueiro.
É um dos maiores ídolos da história do Internacional, onde ganhou 25 títulos, sendo 15 oficiais. Índio é também o zagueiro com mais gols marcados com a camisa colorada, tendo marcado 33 vezes, 6 deles em clássicos contra o rival Grêmio.

## Carreira
Índio iniciou sua carreira no Novorizontino, em 1993. Sua principal fase viria porém, a partir de 2005, quando chegou ao Internacional, clube que representaria por quase uma década. Neste mesmo ano, em uma partida contra o Rosário Central, pela Sul-Americana, o zagueiro quebrou a costela e perfurou o pulmão, ficando oito meses afastado dos campos e perdendo a posição de titular da zaga colorada. Somente após a conquista da Libertadores da América do ano seguinte reassumiria a titularidade. Também em 2006 foi o zagueiro titular na conquista do Mundial de Clubes, jogando mesmo com o nariz quebrado. Foi com ele, inclusive, que iniciou a jogada do gol que daria o título ao Internacional. Pela equipe gaúcha ainda venceria duas Recopas, uma Sul-Americana e mais uma Libertadores. Em 8 de Dezembro de 2014, depois de 15 títulos conquistados, 391 partidas disputadas e 33 gols marcados pelo Inter, Índio anunciou sua aposentadoria dos gramados.

## Títulos
Internacional
- Campeonato Gaúcho: 2005[5],  2008, 2009[6], 2011[7], 2012, 2013, 2014
- Copa Libertadores da América: 2006[8], 2010[9]
- Copa do Mundo de Clubes da FIFA: 2006[10]
- Recopa Sul-Americana: 2007[11], 2011[12]
- Copa Sul-Americana: 2008[13]
- Copa Suruga Bank: 2009[14]

- Copa Dubai: 2008[15]
- Taça Fernando Carvalho: 2009
- Taça Fábio Koff: 2009, 2010
- Taça Fronteira da Paz: 2010[16]
- Taça Farroupilha: 2011, 2012, 2013
- Taça Piratini: 2013
- Trofeu João Saldanha: 2005
- Troféu Osmar Santos: 2009

### Prêmios Individuais
Internacional
- Bola de Prata do Campeonato Brasileiro: 2006
- Seleção do Campeonato Gaúcho: 2005, 2008, 2009, 2012